# Cosas del corazón
Cosas del corazón es el tercer álbum de estudio de Abel Pintos. Cuenta con la participación del músico Domingo Cura y el bandoneonista Carlos Buono. La producción musical estuvo a cargo de Martín Carrizo. Fue grabado en Palermo Viejo, bajo el sello discográfico de Sony Music.

## Lista de canciones
| N.º | Título                         | Escritor(es)                                   | Duración |  |
| 1.  | «Luna llena»                   | Nelson Araya                                   | 2:41     |  |
| 2.  | «Canción y huaino»             | Orlando Rojas Rojas / Mauro Núñez              | 2:12     |  |
| 3.  | «Botellas al mar»              | David Mauricio Settembrino                     | 3:02     |  |
| 4.  | «Chacaymanta»                  | Víctor Ledesma / Hermanos Ávalos               | 2:17     |  |
| 5.  | «Hasta otro carnaval»          | Cristina Ghione / Raúl Carnota                 | 2:38     |  |
| 6.  | «El que queda solo»            | León Gieco                                     | 2:50     |  |
| 7.  | «La baguala»                   | Julio Argentino Jerez                          | 3:36     |  |
| 8.  | «El dominguero»                | Oscar Vallés                                   | 1:57     |  |
| 9.  | «La callejera»                 | Pedro José Rodríguez de Ciervi / Hermanos Ríos | 2:52     |  |
| 10. | «Y sueño una farolera»         | Jorge Luis Marziali                            | 2:59     |  |
| 11. | «Digo la mazamorra»            | Antonio Agüero / Carlos Carabajal              | 3:31     |  |
| 12. | «Por ellas por las más bellas» | Carlos Di Fulvio                               | 2:37     |  |
| 13. | «Himno de mi corazón»          | Miguel Abuelo / Cachorro López                 | 3:55     |  |

## Ficha técnica
- Abel Pintos - Voz y Guitarra
- Martin Carrizo - Producción, batería, ingeniero de mezcla
- Carlos Buono - Bandoneón
- Domingo Cura - Percusión
- León Gieco - voz en "Luna llena"
- Mercedes Sosa - voz en "Himno de mi corazón"